# Isaac Viñales

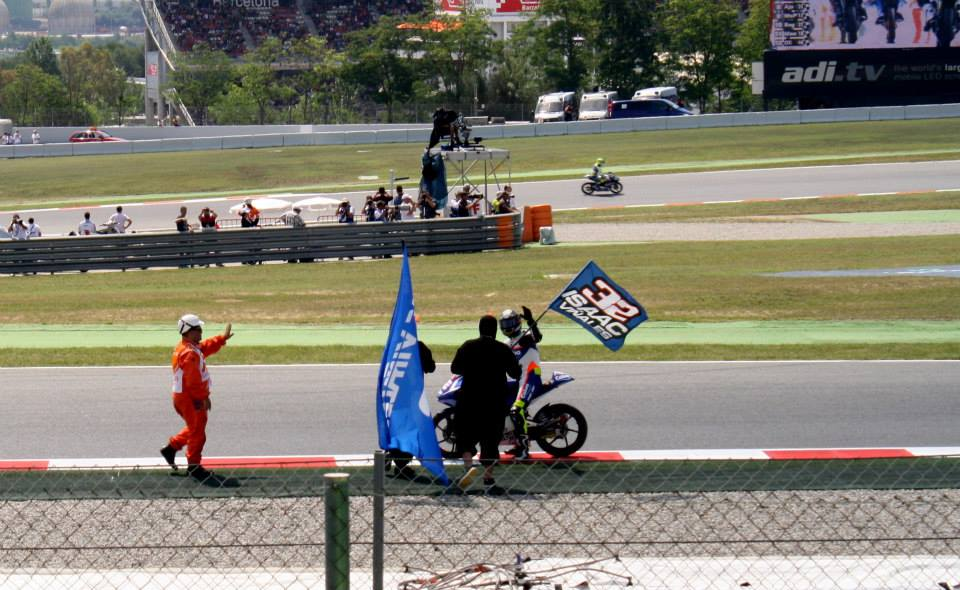
Isaac Viñales tijdens de Grand Prix-wegrace van Catalonië 2014.

Isaac Viñales Mares (Llançà, 6 november 1993) is een Spaans motorcoureur. Hij is de neef van eveneens motorcoureur Maverick Viñales.

## Carrière
Viñales begon zijn motorsportcarrière op dertienjarige leeftijd in 2006 in het Spaanse 125cc-kampioenschap. In 2008 werd hij kampioen in de Pre-GP Evo 125. In 2009 werd hij vierde in de Spaanse 125cc met 94 punten. In 2010 werd hij in dezelfde klasse zesde met 39 punten. Tevens debuteerde hij dat jaar in de 125cc-klasse van het wereldkampioenschap wegrace tijdens de Grands Prix van Spanje en Catalonië op een Aprilia als wildcardcoureur. Hij scoorde geen punten, maar nam later dat jaar wel deel aan drie Grands Prix op een Lambretta als vervanger van Michael van der Mark. Voor de seizoensfinale in Valencia keerde hij terug op een Aprilia als vervanger van de geblesseerde Jasper Iwema. Hij werd dertiende in de race, waardoor hij met drie punten op plaats 25 in het klassement eindigde.
In 2011 maakte Viñales de overstap naar het Spaanse Moto2-kampioenschap, waarin hij vijfde werd met 67 punten. In 2012 debuteerde hij in de Moto3-klasse van het WK wegrace op een FTR Honda. Hij kende een lastig seizoen waarin hij slechts tweemaal tot scoren kwam, met een tiende plaats in Australië als beste resultaat. Hij moest echter twee races missen vanwege een breuk in zijn enkel, die hij opliep tijdens een crash in de vrije trainingen voor de Grand Prix van Tsjechië. Met acht punten eindigde hij op plaats 28 in het kampioenschap. In 2013 wist hij regelmatig punten te scoren, met een zevende plaats in de seizoensfinale in Valencia als hoogtepunt. Met 47 punten werd hij zeventiende in het eindklassement.
In 2014 stapte Viñales binnen het WK Moto3 over naar een KTM. Zijn resultaten verbeterden flink en hij scoorde drie podiumplaatsen in Frankrijk, Italië en Valencia. Met 141 punten werd hij zevende in het eindklassement. In 2015 begon hij het seizoen op een Husqvarna en behaalde hij een podiumplaats in Argentinië. Na negen races werd hij vervangen door Lorenzo Dalla Porta. Hierop keerde hij terug naar een KTM, eerst als tijdelijke vervanger van de geblesseerde Ana Carrasco en later als permanente vervanger van Niklas Ajo. Uiteindelijk werd hij met 115 punten negende in het kampioenschap.
In 2016 maakte Viñales binnen het WK wegrace de overstap naar de Moto2-klasse, waarin hij uitkwam op een Tech 3. Tijdens de Grand Prix van Duitsland behaalde hij zijn beste klassering met een negende plaats, maar hij moest de race in Australië missen vanwege een blessure die hij opliep in de vrije trainingen. Met 19 punten eindigde hij op plaats 24 in het klassement. In 2017 stapte hij over naar een Kalex en was een negende plaats in Maleisië zijn beste resultaat. Met 18 punten werd hij nu 22e in de eindstand. In 2018 reed hij de eerste negen races op een Kalex en was een elfde plaats in Texas zijn beste resultaat. Hierna werd hij vervangen door Alejandro Medina. Vanaf de Grand Prix van Oostenrijk verving hij Eric Granado op een Suter. Hij miste echter twee races vanwege blessures aan zijn pols en schouder. Met zeven punten eindigde hij op plaats 26 in het klassement.
In 2019 stapte Viñales over naar het wereldkampioenschap Supersport, waarin hij uitkwam op een Yamaha. Hij behaalde podiumplaatsen in de laatste drie races op het Circuit Magny-Cours, het Circuito San Juan Villicum en het Losail International Circuit. Met 97 punten werd hij zevende in het kampioenschap. In 2020 behaalde hij twee podiumfinishes op het Autódromo Internacional do Algarve en het Motorland Aragón. Hij werd uiteindelijk achtste in de eindstand met 116 punten.
In 2021 maakt Viñales zijn debuut in het wereldkampioenschap superbike op een Kawasaki.